# Páramos (comarca)
Páramos és una comarca de la província de Burgos (Castella i Lleó). També coneguda com a "Sedano y Las Loras". Està formada pels municipis de:
- Basconcillos del Tozo
- Montorio
- Sargentes de la Lora
- Sedano
- Tubilla del Agua
- Úrbel del Castillo
- Valle de Valdelucio